# Szaniec IS-VII-3
Szaniec IS VII-3 (niem. Infanterieschanze – szaniec piechoty) – standardowe ziemne dzieło piechoty powstałe w latach 1887–1888. Wspomagał Fort 51 Rajsko na nieznacznie wysuniętym przedpolu. Do dziś szaniec się zachował.
Szaniec wspólnie z szańcem IS-VII-4 osłaniał od południa Fort 51 Rajsko oraz zlokalizowaną na sąsiednim grzbiecie baterię FB 51a. Niedawno ta bateria miała jeszcze nieźle zachowane wały, a dziś zostały zrównane z ziemią. Bateria ta znajduje się przy ul. Nad Fosą w Krakowie.
Jego narys jest zbliżony do półowalnego. Wał miał z fosą suchą o przekroju klasycznym. Obiekt rozbudowany w 1914 r., a kasacja tych zmian nastąpiła w 1919 r.
Szaniec znajduje się obecnie po północnej stronie ul. Kuryłowicza w Krakowie.